# José María del Castillo Velasco
José María del Castillo Velasco, también conocido como José María Castillo Velasco (1820-1883) nació en San Antonino de Ocotlán, Oaxaca, hoy llamado San Antonino Castillo Velasco, y murió en la Ciudad de México. Algunas fuentes indican que la fecha de su nacimiento fue un 11 de junio, pero otras afirman que nació el 11 de julio. Sus padres fueron Demetrio del Castillo y Francisca Velasco. Tuvo un hermano llamado Florencio María del Castillo. Estudió Derecho en el Colegio de San Ildefonso, de donde se graduó en 1844.
Participó como coronel bajo el mando de Mariano Escobedo en el sitio de Querétaro y fue un activo colaborador en el “Monitor Republicano”. También destacó como intelectual y autor de libros de Derecho que se siguen utilizando a la fecha. Desempeñó el cargo de ministro de Gobernación cuando Benito Juárez ocupaba la presidencia y el de ministro del Tribunal Superior de Justicia del Distrito Federal en años posteriores. También fue director de la Escuela Nacional de Jurisprudencia durante los últimos años antes de su muerte.

## Congreso Constituyente

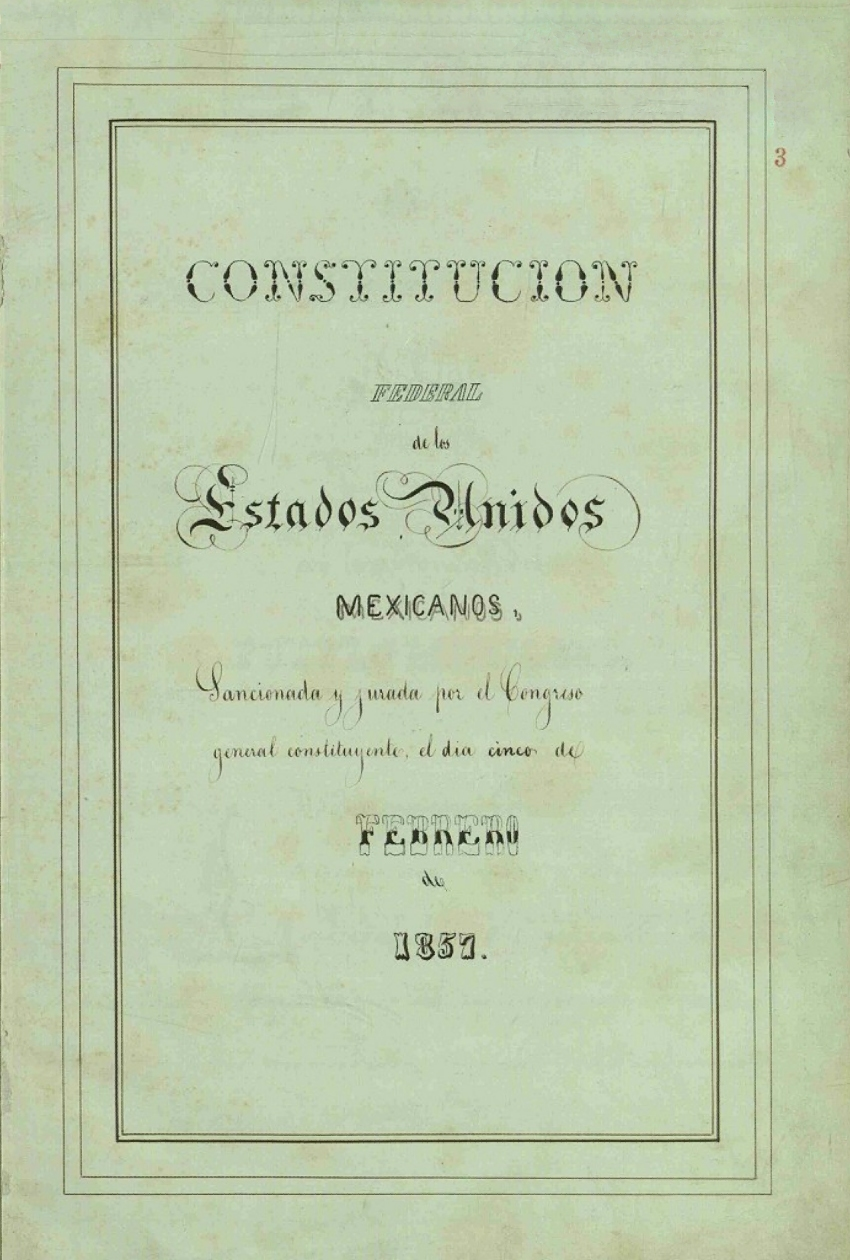
Portada de la Constitución Federal de los Estados Unidos Mexicanos

Tras el triunfo de la revolución de Ayutla, en la que participó durante la administración de Juan Álvarez como presidente interino (1855), se presentó la convocatoria para un nuevo Congreso Constituyente, del cual José María del Castillo Velasco fue parte. Este nuevo organismo inició sus actividades en febrero de 1856.
Como diputado del Distrito Federal del Congreso, del Castillo pidió que en la constitución se estableciera la autonomía municipal y la garantía de que las tierras se distribuirían de manera que todas las localidades rurales tuvieran las suficientes para satisfacer sus necesidades. 
Así mismo, se mostró a favor de la libertad de cultos. Sin embargo, éstas y otras propuestas de naturaleza liberal no fueron incorporadas a la Constitución del 57, por considerarse, en ese momento, demasiado radicales.
Finalmente, el 16 de junio de 1857 se presentó ante la Cámara el proyecto de Constitución elaborado por el Congreso Constituyente.

## Sitio de Querétaro
Cuando Benito Juárez declaró que no podría pagar las deudas que tenía el país con Francia, España e Inglaterra, un ejército formado por estos tres países invadió las costas de nuestro país. Después de ciertas negociaciones, España e Inglaterra accedieron a dejar México, pero Francia no pudo se convencida y avanzó hacia el interior del país. Por otro lado, el Partido Conservador había estado ya en Europa tratando de reclutar una figura real que estuviera al mando del país. Es bajo este contexto de apoyo conservador y de las tropas francesas de Napoleón III que el Archiduque Maximiliano de Habsburgo llega a México y éste se convierte en un Imperio.
Los conservadores creían que Maximiliano les beneficiaría, pero no contaban con que el nuevo Emperador traería con él ideas europeas más modernas que se asemejaban más al perfil liberal que al conservador, de modo que fue perdiendo el apoyo de este grupo. Sin el soporte conservador ni el liberal, Maximiliano solamente tenía como recurso al ejército francés. Sin embargo, ante presiones europeas y estadounidenses, Napoleón III se vio obligado a retirar sus tropas de México, dejando al Emperador prácticamente solo. Ante este escenario tan desfavorable, Maximiliano se refugió en Querétaro, uno de los lugares donde su régimen todavía tenía algo de apoyo. Mariano Escobedo, general liberal, realizó el sitio de la ciudad en 1867. José María Castillo Velasco fue coronel y participó en este sitio como coronel, cooperando con los liberales. Tras algunas batallas, Castillo Velasco y el bando liberal tomaron la plaza principal y, después de algunos intentos por huir, Maximiliano se rindió. Después de un juicio, Maximiliano fue declarado culpable y fue fusilado. Benito Juárez pudo retomar la república.

## Monitor Republicano
Castillo Velasco tenía un interés especial en difundir sus ideas de repartición justa de tierras, libertad de cultos y otras de la misma naturaleza. Esto se puede evidenciar gracias a los artículos que escribió en el “Monitor Republicano”, periódico que propugnaba una ideología liberal. Para 1870, Castillo Velasco desempeñaba el puesto de director del periódico. Durante el tiempo que estuvo involucrado con esta publicación, escribió artículo como los siguientes:
- 31 de julio de 1867: Artículo sobre la raza indígena.
- 23 de julio de 1869: Artículo sobre la rebelión indígena en Chiapas.
- 2 de junio de 1870: Artículo en el que propuso que en vez de buscar la inmigración extranjera, mejor se invirtiera en el desarrollo de los indígenas.
- 4 de junio de 1870: Artículo sobre la educación que se le debe dar al indígena para que se vuelva productivo.
- 7 de julio de 1870: Artículo en el que afirma que una manera de mejorar dicho desarrollo es involucrarlos en mayor medida en el trabajo agrícola.
- 13 de enero de 1872: Informe sobre la construcción de un comedor para pobres.

## Ministro de Gobernación de Benito Juárez
Durante el periodo comprendido entre 1871 y 1872, José María del Castillo Velasco fungió como ministro de Gobernación del presidente Benito Juárez. Aprovechó su posición política para fundar la Escuela de Artes y Oficios para Mujeres (EAOM) en 1871. Esta escuela funcionó durante 8 años de manera improvisada, ya que no se tenía un local fijo, planes de estudio ni reglamentos. La finalidad de esta institución era la mejora de la condición de la mujer, prepararla para ejercer una ocupación y aumentar su grado de cultura general. Enseñaban oficios como relojería, bordados, tapicería, fotografía, dibujo y encuadernación. No solamente se preocupaban por enseñar oficios, sino también enseñaban otras habilidades como el poder hablar francés, conocer sobre la moral, higiene y economía doméstica. Se planeaba que con el tiempo, las tareas fueran aumentando. Es hasta 1879 cuando se empieza a reglamentar. Además, estaba involucrado en la construcción de un asilo de ancianos y de un comedor para personas con pocos recursos.

## Obras literarias
En 1874 y 1875 publica su obra en dos tomos llamada “Ensayo sobre el Derecho Administrativo mexicano”. En esta obra, definió el concepto de derecho administrativo y le dio carácter de ser un conjunto de leyes que representan la administración de cada nación. Para él, el fundamento del derecho administrativo es el Estado de Derecho y gracias a él se puede asegurar la libertad con las constituciones. Le da carácter de ciencia a las disciplinas que desarrolla. En su obra, el autor explica sobre el territorio mexicano, así como su división y la organización de la administración pública. En este respecto, él propone que los ayuntamientos no tengan un carácter político, ya que se encargan más de lo referente a la administración. Habla sobre los bienes del estado y también privados. 
También publicó un libro titulado “Apuntamientos para el estudio del Derecho Constitucional mexicano” en 1879.

## Ministro del Tribunal Superior de Justicia del Distrito Federal
Cuando el general Porfirio Díaz ocupó el cargo de presidente de 1877 a 1880, se integró el Tribunal Superior de Justicia. El Díaz fue quien designó a los miembros que integrarían su nueva institución. José María del Castillo Velasco fue elegido como el presidente, pero este cargo fue considerado humillante por Velasco debido a la naturaleza de sus cargos anteriores y a su reputación como intelectual. En ese mismo año, él y otros varios miembros que Díaz había elegido, intentaron renunciar a sus cargos, argumentando que aunque sabían que el presidente tenía la facultad de nombrarlos, hacía falta considerar la opinión popular, ya que ellos sería los más afectados. A pesar de este intento, su renuncia no procedió, ya que Ignacio Ramírez, ministro de Justicia en ese entonces, no lo permitió.
Desde su creación en 1877 hasta 1879, el tribunal tuvo un buen desempeño y resultados, según varios casos de amparos que analizaron y resolvieron en ese periodo. Después, empezaron los problemas. Diversas discusiones en cuanto ciertos aspectos se hicieron presentes. Con el tiempo, las disputas entre el poder judicial y el ejecutivo se hicieron más fuertes. Un ejemplo de estos conflictos es la argumentación en lo referente al uso de la fuerza para ejecutar sentencias de amparo o algunos procedimientos administrativos que uno u otro debía realizar. Con el tiempo, las disputas entre el poder judicial y el ejecutivo se hicieron más acaloradas. Uno de estos conflictos resultó en la falta de nombramientos necesarios. Es alrededor de esta época de conflicto en que Castillo Velasco da por terminada su participación en el Tribunal (en 1881).

## Escuela Nacional de Jurisprudencia
A la muerte de Luis Velázquez, José María del Castillo Velasco ocupó su puesto como director de la Escuela Nacional de Jurisprudencia, de 1879 hasta que muere en 1883. Durante este tiempo, el nuevo director se dio cuenta de las precarias situaciones en que vivían algunos de sus estudiantes. Había muchos jóvenes que provenían de otros estados y que habitaban casas de huéspedes en los mejores casos debido a la falta de recursos y a la incapacidad de sus familias para enviarlos de manera pronta. José María del Castillo Velasco ofreció a algunos de estos estudiantes celdas en algunas casas de recogimiento donde instalarse y les permitió habitarlas de manera gratuita.

## Visión social
Al secularizarse las instituciones de asistencia social, seguían los problemas de falta de recursos para dedicarles a las clases más desafortunadas. Lo que tenían que hacer era mendigar. Esto hizo que las autoridades se dieran cuenta de la necesidad de un asilo para mendigos y una casa de corrección para jóvenes. Es por esto que en 1862 se promulgó una ley que permitió a las autoridades locales el disponer de conventos desocupados para encaminar esos recursos a instalar establecimientos de caridad. Sin embargo, el ministro de Hacienda ya había vendido esos conventos. Como José María del Castillo Velasco no era ministro de Gobernación, solamente pudo hacer denuncias por malos manejos de recursos ante la junta Administradora de Beneficencia, de la cual él formaba parte. Los conflictos por estas razones se centraron entre el Ayuntamiento de la Ciudad de México y la Junta de Beneficencia, y alcanzaron tal gravedad que varios miembros de la junta, incluido Castillo Velasco, presentaron sus renuncias.
Entre lo que él buscaba se encontraba el aumento de la cultura intelectual y moral de la clase indígena, abrir escuelas en las haciendas para los niños y mejores salarios para los trabajadores. Él consideraba que había que diversificar la industria para dar más oportunidades a esas clases sociales.
En 1871, Ignacio Trigueros comenzó el proceso de fundación de la Escuela Nacional de Ciegos. José María del Castillo Velasco era ministro de Gobernación en ese momento y le brindó su apoyo para completar ese proyecto.